# Barry Hearn
Barry Maurice William Hearn (ur. 19 czerwca 1948 w Dagenham, Essex) – brytyjski przedsiębiorca, działacz sportowy, promotor dyscyplin i imprez sportowych. 
Założyciel i prezes firmy Matchroom Sport. Hearn jest zaangażowany w promocję wielu dyscyplin sportowych, w tym snookera, rzutek, bilarda, kręgli, golfa, tenisa stołowego i wędkarstwa. Jest prezesem Professional Darts Corporation. Sprawował tę funkcję również w World Professional Billiards and Snooker Association (WPBSA), oraz klubie piłkarskim Leyton Orient F.C. W 2020 roku zachorował na koronawirusa. 
Ma swoje miejsce w galerii sław Billiard Congress of America, oraz Snooker Hall of Fame. Odznaczony Orderem Imperium Brytyjskiego IV klasy (OBE) za swoje zasługi w dziedzinie promocji sportu. W 2021 roku został umieszczony w PDC Hall of Fame.